# Никольский (Бирский район)
Нико́льский (баш. Никольск) — деревня в Бирском районе Башкортостана. Входит в городское поселение город Бирск.

## География
Находится на берегу реки Белой.

## История
2004 год
Посёлок из Силантьевского сельсовета Бирского района передан в состав города Бирск.
Закон Республики Башкортостан Закон Республики Башкортостан от 17 декабря 2004 г. № 125-З «Об изменениях в административно-территориальном устройстве Республики Башкортостан, изменениях границ и преобразованиях муниципальных образований в Республике Башкортостан», ст. 1, ч.104 гласит:
104. Изменить границы Бирского района, Силантьевского сельсовета Бирского района и города Бирска согласно представленной схематической карте, передав посёлок Никольский Силантьевского сельсовета Бирского района в состав территории города Бирска.

## Население
| 2010 |
| ---- |
| 85   |